# Wittenbergplatz (stanice metra v Berlíně)

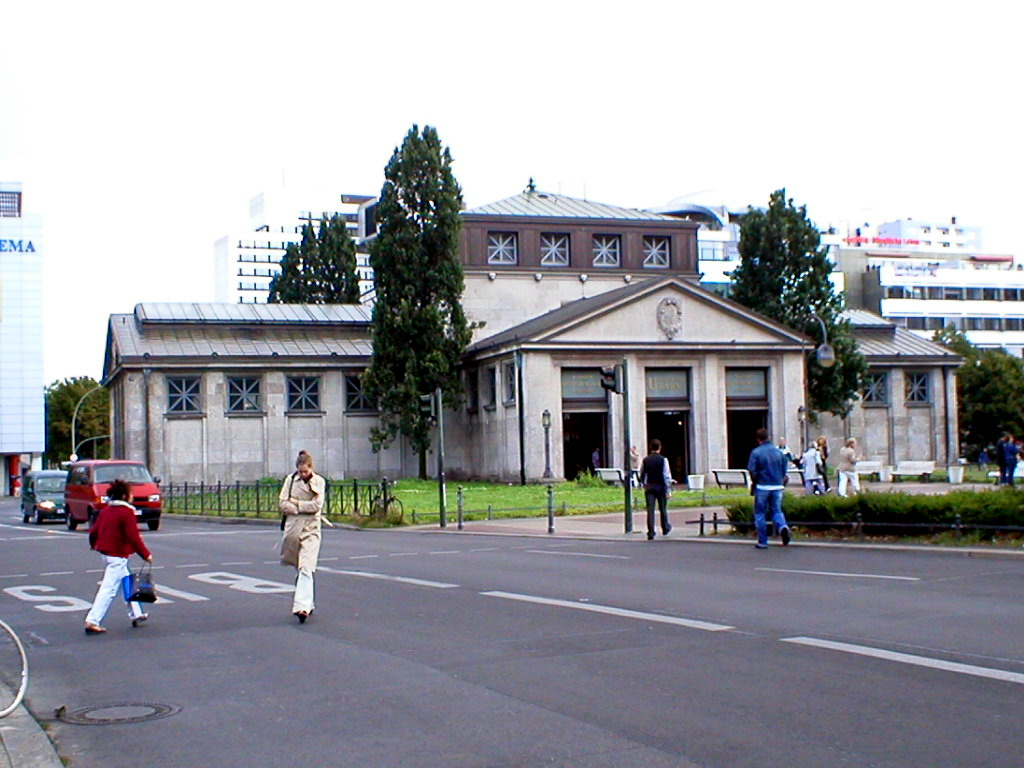
Stanice Wittenbergplatz

K architektonicky zajímavým stanicím metra v Berlíně patří i stanice Wittenbergplatz, postavená podle plánů architekta Paula Wittiga. Původně jednoduchá stanice (s pouhými dvěma kolejemi) z roku 1902 byla 1912 v důsledku otevření nových linek rozšířena (od té doby má stanice pět nástupišť).
Zejména pak byl znovu vybudován reprezentační vstup, jehož architektura se měla včlenit do stylu okolních staveb, především pak již tehdy existujícího a velmi známého obchodního domu KaDeWe.
Roku 1952, k 50. výročí stanice, daroval tehdejší velitel britských jednotek v Berlíně provozní společnosti BVG transparent ve stylu londýnského metra, který se na stanici nachází až dodnes.